# Mount Pocono
Mount Pocono es un borough ubicado en el condado de Monroe en el estado estadounidense de Pensilvania. En el año 2000 tenía una población de 2,742 habitantes y una densidad poblacional de 306 personas por km².

## Geografía
Mount Pocono se encuentra ubicado en las coordenadas 41°00′05″N 75°21′34″O / 41.00139, -75.35944.

## Demografía
Según la Oficina del Censo en 2000 los ingresos medios por hogar en la localidad eran de $40,224 y los ingresos medios por familia eran $48,700. Los hombres tenían unos ingresos medios de $35,571 frente a los $23,047 para las mujeres. La renta per cápita para la localidad era de $19,068. Alrededor del 10.4% de la población estaba por debajo del umbral de pobreza.